# Condado de Lycoming
O Condado de Lycoming é um dos 67 condados do Estado americano da Pensilvânia. A sede do condado é Williamsport, e sua maior cidade é Williamsport. O condado possui uma área de 3 221 km²(dos quais 23 km² estão cobertos por água), uma população de 120 044 habitantes, e uma densidade populacional de 38 hab/km² (segundo o censo nacional de 2000). O condado foi fundado em 13 de abril de 1795.